# Механизированная крепь
Механизированная крепь – (англ. powered supports) самопередвигающаяся горная крепь длинной очистной выработки (лавы), предназначенная для сохранения её в рабочем и безопасном состоянии, обеспечивающая механизацию процессов крепления и управления кровлей и передвижение забойного оборудования. Современные механизированные крепи гидрофицированы.

## История создания
Идея передвижной крепи впервые воплотилась в СССР в 30-х годах XX века в металлическом оградительном щите Н.А. Чинакала, предназначенном для крутых пластов, и в щитовой крепи И.А. Журавлева, предназначенной для пологих пластов.
В 1947—1948 г. под руководством И.С. Патрушева был изготовлен и испытан в Кузнецком бассейне первый угледобывающий агрегат «Кузбасс» с механизированной гидрофицированной крепью. А с 1967 года началось изготовление первой серийной механизированной крепи М87 (главный конструктор — В. К. Смехов).
Дальнейшее развитие механизированных крепей направлено на снижение их металлоёмкости и стоимости, повышение надёжности, автоматизацию процессов выемки и транспортирования породы, крепления и управления горным давлением в забое.

## Классификация механизированных крепей

### По характеру взаимодействия с боковыми породами механизированные крепи делятся на
- поддерживающе-оградительные;
- оградительно-поддерживающие.

### По кинематическим связям
- секционные, не имеющие кинематических связей между собой и с забойным конвейером;
- комплектные, состоящие из комплектов, включающих две и более кинематически связанных между собой секций, сами комплекты не имеют силовых связей между собой;
- агрегатные, имеющие постоянную кинематическую связь между собой и с забойным конвейером.

### По схеме передвижки секций
- фланговая схема – передвижка осуществляется поочередно вслед за подвиганием комбайна;
- фронтальная схема – передвижка осуществляется одновременно по всей длине забоя;
- групповая схема – передвижка секций в «шахматном» порядке, через одну.

### По способу передвижения
- с резервированием хода на шаг передвижки — передвигаются к конвейеру, затем передвигают его;
- без резервирования хода — передвигают конвейер, затем передвигаются к забою.

## Основные параметры и технические требования[1]
- угол падения пласта — до 35°.
- ширина секции (шаг установки) — до 1,5м
- коэффициент раздвижности — до 2
- удельное сопротивление крепи — от 500кН/м2
- производительность насосной станции — до 180 л/мин
- рабочее давление — 32 МПа
- состав водомасляной эмульсии (рабочая жидкость): до 5 % эмульсола, до 98 % воды
- механизированная передвижка конвейера как вслед за подвиганием комбайна, так и одновременно по всей длине лавы;
- обеспечение свободного прохода для людей шириной не менее 0,7 м и высотой 0,4 м.